# خضرا (لیبی)
خضرا (به عربی: الخضراء) یک منطقهٔ مسکونی در لیبی است که در استان جبل‌الاخضر واقع شده‌است.